# Kamopanorpa sibirica
Kamopanorpa sibirica is een fossiele soort schietmot uit de familie Microptysmatidae.